# Пам'ятник Тарасові Шевченку (Чортків)
Пам'ятник Тарасові Шевченку в Чорткові — погруддя українського поета Тараса Григоровича Шевченка в місті Чорткові на Тернопільщині.
Пам'ятка монументального мистецтва місцевого значення, охоронний номер 647.

## Історія

Пам'ятник Тарасові Шевченку в Чорткові (1995)

Погруддя встановлене у 1959 році (за іншими даними — у 1960). Знаходиться на вул. Степана Бандери. Скульптура масового виробництва. Погруддя з тонованого бетону висотою 1 м, постамент з каменя висотою 2,5 м.
У 1995 році в місті встановлено ще один пам'ятник Кобзареві (скульптор Володимир Ропецький, архітектор Андрій Чорноус). Цей пам'ятник цікавий тим, що Тарас Шевченко зображений в образі художника, що є рідкістю.